# Прецетинці
Прецетинці (словен. Precetinci) — поселення в общині Лютомер, Помурський регіон, Словенія. Висота над рівнем моря: 244,3 м.